# Číhošť
Číhošť (en allemand : Tschihoscht) est une commune du district de Havlíčkův Brod, dans la région de Vysočina, en République tchèque. Sa population s'élevait à 340 habitants en 2020.

## Géographie
Číhošť se trouve à 7 km au nord-est de Ledeč nad Sázavou, à 24 km au nord-ouest de Havlíčkův Brod, à 43 km au nord-nord-ouest de Jihlava et à 75 km à l'est-sud-est de Prague.
La commune est limitée par Třebětín, Dobrovítov et Zbýšov au nord, par Leština u Světlé, Kynice et Ovesná Lhota à l'est, par Vlkanov et Prosíčka au sud, et par Kozlov et Ledeč nad Sázavou à l'ouest.

## Histoire
La première mention écrite de la localité date de 1347.

## Transports
Par la route, Číhošť se trouve à 8,5 km de Ledeč nad Sázavou, à 28,5 km de Havlíčkův Brod, à 55 km de Jihlava et à 99 km de Prague.